# 錫克錫班巴區
錫克錫班巴區（西班牙語：Distrito de Sicsibamba），是秘魯的一個區，位於該國北部安卡什大區的錫瓦斯省，始建於1909年11月6日，面積86平方公里，海拔高度3,120米，2005年人口2,044，人口密度為每平方公里24人。